# Opuntia inaperta
Opuntia inaperta ist eine Pflanzenart in der Gattung der Opuntien (Opuntia) aus der Familie der Kakteengewächse (Cactaceae). Das Artepitheton inaperta leitet sich von den lateinischen Worten in- für ‚nicht‘ sowie apertus für ‚offen‘ ab und verweist auf die sich kaum öffnenden Blüten der Art. Spanische Trivialnamen sind „Zacam“ und „Zacamsotz“.

## Beschreibung
Opuntia inaperta wächst baumförmig mit locker angeordneten Zweigen und erreicht Wuchshöhen von 4 bis 7 Meter. Es wird ein auffälliger bedornter Stamm ausgebildet. Die grünen, deutlich gehöckerten, verkehrt eiförmigen bis länglichen Triebabschnitte sind 6 bis 17 Zentimeter lang. An jüngeren Areolen sind drei bis sechs Dornen vorhanden. Im Alter werden sie zahlreicher. Die Dornen sind bräunlich gelb und bis zu 2 Zentimeter lang.
Die gelblichen bis rötlichen Blüten erreichen eine Länge von bis zu 4 Zentimeter. Die roten Früchte sind bis zu 1,5 Zentimeter lang.

## Verbreitung, Systematik und Gefährdung
Opuntia inaperta ist in den mexikanischen Bundesstaaten Campeche, Quintana Roo, Yucatán und eventuell Chiapas in Höhenlagen um 100 Metern verbreitet.
Die Erstbeschreibung als Nopalea inaperta erfolgte 1913 durch David Griffiths. David Richard Hunt stellte die Art 1997 in die Gattung Opuntia.
In der Roten Liste gefährdeter Arten der IUCN wird die Art als „Least Concern (LC)“, d. h. als nicht gefährdet geführt. Die Entwicklung der Population wird als abnehmend angesehen.

## Nachweise